# Vespertilio
Vespertilio (Linnaeus, 1758) è un genere di pipistrelli della famiglia dei Vespertilionidi comunemente noti come serotini bicolore.

## Descrizione

### Dimensioni
Al genere Vespertilio appartengono pipistrelli di piccole dimensioni, con lunghezza della testa e del corpo tra 54 e 80 mm, la lunghezza dell'avambraccio tra 41 e 55 mm, la lunghezza della coda tra 34 e 54 mm e un peso fino a 20 g.

### Caratteristiche craniche e dentarie
Il cranio è corto e largo con un profilo dorsale diritto, senza cresta sagittale. Il rostro è massiccio e appiattito e con una profonda concavità su ogni lato tra le narici e la fossa lacrimale. I denti sono simili a quelli del genere Eptesicus. Gli incisivi superiori sono trifidi mentre l'ultimo molare non è particolarmente ridotto.
Sono caratterizzati dalla seguente formula dentaria:

### Aspetto
La pelliccia è lunga e densa. Il colore delle parti dorsali è generalmente brizzolato, dovuto principalmente alla punta dei peli argentata, mentre le parti ventrali sono biancastre o color crema. Le orecchie sono corte, larghe e triangolari con il bordo posteriore che si estende alla base, attraverso l'antitrago fin quasi all'angolo posteriore della bocca. Il trago è piccolo, corto, con l'estremità arrotondata e piegata in avanti. Le ali sono strette ed attaccate posteriormente alla base delle dita dei piedi. La coda è lunga e si estende di circa 2–5 mm oltre l'ampio uropatagio. Il calcar è lungo e fornito di un lobo terminale. Le femmine hanno sia uno che due paia di mammelle. Il pene è lungo e nero, mentre l'osso penico è corto e fornito all'estremità di una lunga estensione cartilaginea.

## Distribuzione
Il genere è diffuso nell'Ecozona paleartica, dalla Francia orientale fino al Giappone.

## Tassonomia
Il genere comprende 2 specie.
Vespertilio murinus
Vespertilio sinensis